# A Night in the Show
A Night in the Show (Charlot en el teatro, Charlot al Music Hall o Charlot en las variedades) es un cortometraje estadounidense con dirección de Charles Chaplin y actuación suya. Fue estrenado el 20 de noviembre de 1915. 

## Sinopsis
La película transcurre en una sala de teatro, y está formada por una sucesión de escenas cómicas en las cuales las discusiones de personajes en la platea y en el palco se alternan con números de cantos, danzas orientales, ilusionismo y otros. Los vecinos de los alborotadores sufren las consecuencias de las peleas, y todo termina con el desorden final.

## Reparto
- Charles Chaplin - Señor Pest / Señor Rowdy
- Charlotte Mineau (1886 – 1979) - Señora de la platea
- Dee Lampton (1898 – 1919) - Muchacho gordo
- Leo White - Francés / Negro del palco
- Edna Purviance - Señora del collar en la platea
- Wesley Ruggles - Segundo hombre de la primera fila del palco
- John Rand (1871 – 1940) - Director de orquesta
- James T. Kelley (1854 – 1933) - Cantor y trombonista
- Paddy McGuire (1884 - 1923) - Feather Duster / Clarinetista
- May White (1889 – 1979) - Señora gorda / Encantadora de serpientes
- Phyllis Allen (1861 – 1938) - Señora del público
- Fred Goodwins (1891 – 1923) - Señor del público
- Charles Inslee (n. 1870) - Tubista

## Crítica
Chaplin interpreta dos papeles: uno como el Sr. Pest y el otro como el Sr. Rowdy. La película es modificación del trabajo que había hecho Chaplin con la compañía Karno de Londres en la obra teatral A Night at an English Music Hall. Chaplin había actuado en esa obra durante las giras con Karno por los Estados Unidos, y decidió utilizar parte de ella en la película. Edna Purviance tiene un papel menor como dama del público. Es una pieza cómica sin prolegómenos y llena de cualidades, en especial en la primera parte con Chaplin en la orquesta, con una inspiración de excepción.